# 瓦茨拉夫亲王温泉

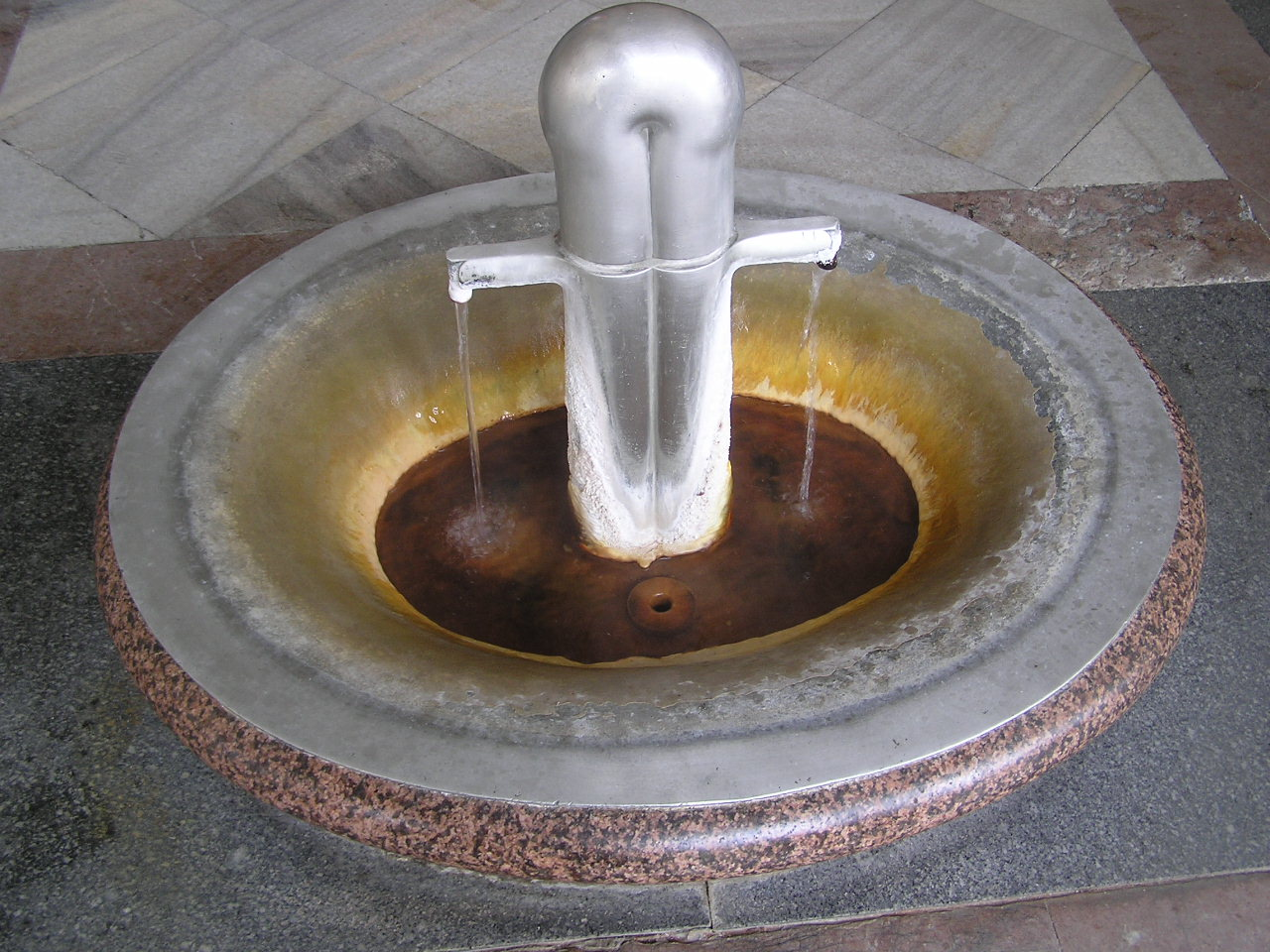
瓦茨拉夫亲王温泉I

瓦茨拉夫亲王温泉（捷克语：Pramen knížete Václava），过去也称为伯纳德（Bernardův），是捷克卡罗维发利的一个温泉，一个源头通过锡制喷头引入两处花岗岩容器。 其中一处位于磨坊温泉长廊，温度有65.6°C，流量4升/分钟。另一处在桥上，温度64.3 °C  ，流量2升/分钟。
从前曾用此制盐。